# The Weirdos
The Weirdos è un gruppo punk rock formato nel 1977 dai fratelli John (voce) e Dix Denney (chitarra), sciolto nel 1981.

## Storia degli Weirdos
I fratelli john e Dix Denney fondarono il gruppo nel 1977, rimanendo gli unici membri costanti in tutta la storia dei The Weirdos, mentre Cliff Roman (basso e chitarra), Dave Trout (basso) e Nickey "Beat" Alexander (batteria)  sono stati membri a breve termine. Originariamente era un gruppo art rock formato nel 1976 e sono stati risaltati in un articolo riguardante gruppi punk nella rivista Time. Il gruppo si è sciolto nel 1981, riunendosi però molte volte, incluso il periodo per registrare l'album Condor nel 1990. La ri-unione del 2004 incluse nella formazione Zander Schloss  (basso) dei Circle Jerks e Sean Antillon (batteria) dei The Skulls. In seguito, Cliff Roman è diventato insegnante di algebra nell'istituto Holmes Middle School a Northridge, Canada.

## Formazione

### Recente
- John Denney - voce
- Dix Denney - chitarra
- Zander Schloss - basso
- Sean Antillon - batteria

### Ex componenti
- Dave Trout - basso
- Cliff Roman - basso
- Nickey "Beat" Alexander - batteria

## Discografia

### Album in studio
- 1979 - Who? What? When? Where? Why?
- 1980 - Action Design
- 1990 - Condor

### Singoli
- 1977 - Destroy All Music
- 1978 - We've Got The Neutron Bomb
- 1979 - Adulthood